# قضية المثلية الجنسية في القيروان
حُكم على ستة طلاب جامعيين ذكور في مدينة القيروان في تونس في 10 ديسمبر 2015 بالسجن لمدة ستة أعوام بسبب مزاعم ممارستهم لعلاقات جنسية مثلية بين الرجال وتم نفيهم ومنعهم من دخول القيروان لمدة خمس سنوات بعد أن أكملوا مدة عقوبتهم. وذلك وفقا للمادة 230 من قانون العقوبات التونسي التي تجرم العلاقات الجنسية المثلية بين الرجال.
كانت السلطات قد احتجزتهم في نوفمبر وأوائل ديسمبر واخضعتهم لفحوصات شرجية لإثبات فرضية أنهم تعرضوا للايلاج في الشرج. حاول الرجال المتهمون رفض الفحوصات الشرجية لكن الشرطة أجبرتهم على الخضوع لها. تعتبر الفحوصات الشرجية القسرية، وهي إجراء روتيني في تونس والدول الأخرى التي تجرم العلاقات الجنسية المثلية بين الرجال، شكلاً من أشكال التعذيب من قبل منظمة العفو الدولية ومنظمة هيومان رايتس ووتش.
جادل أحد محامي الدفاع بأنه حتى لو أثبت الاختبار بشكل قاطع أن المتهم قد تم اختراقه شرجيا، فإن ذلك لا يمكن أن يثبت أن ذلك تم باستخدام قضيب وليس باستخدام مادة ما. ولكن قبلت المحاكم التونسية أدلة الطب الشرعي دون قيد أو شرط.

## قراءات متعمقة
- "Tunisia: Sentencing of six men for same-sex relations highlights state's entrenched homophobia". منظمة العفو الدولية. 14 ديسمبر 2015. مؤرشف من الأصل في 2022-10-12. اطلع عليه بتاريخ 2022-06-20.
- Virgili، Tommaso (2021). Islam, Constitutional Law and Human Rights: Sexual Minorities And Freethinkers In Egypt And Tunisia. Routledge. ISBN:978-0-429-53509-3.